# Zoë Lefèvere
Zoë Lefèvere (Dordrecht, 7 november 1993) is een Nederlandse presentatrice, journaliste en tv-producente.

## Carrière
Lefèvere studeerde journalistiek aan de Hogeschool voor Journalistiek in Tilburg. Bij haar afstuderen specialiseerde ze zich in de ethiek van verborgencameraprogramma's. Ze begon haar loopbaan als verslaggeefster voor Omroep Tilburg en het Brabants Dagblad. Vervolgens deed ze productiewerk voor tv-producent Skyhigh TV en later Sarphati Media, het bedrijf van Harry de Winter. Vanaf april 2016 tot mei 2017 presenteerde ze video's voor nieuwssite Looopings.